# Mark Reynolds (football)
Pour les articles homonymes, voir Mark Reynolds et Reynolds.
Mark Reynolds, né le 7 mai 1987 à Motherwell (Écosse), est un footballeur écossais, qui évolue au poste de défenseur central à Aberdeen.

## Biographie
Mark Reynolds commence sa carrière dans le club écossais de Motherwell. Il joue ensuite à Sheffield Wednesday, en troisième division anglaise.
À compter de janvier 2012, il joue avec l'équipe écossaise d'Aberdeen, n'ayant pas réussi à s'imposer à Sheffield.

## Palmarès
- Vainqueur de la Coupe de la Ligue écossaise en 2014 avec Aberdeen
- Vice-champion du Championnat d'Écosse en 2016 avec Aberdeen
- Finaliste de Coupe d'Écosse en 2017 avec Aberdeen
- Champion de la deuxième division écossaise avec Dundee United  en 2020.

### Distinctions personnelles
- Membre de l'équipe-type de Scottish Premier League en 2014